# Ersilia Sampieri
Ersilia Sampieri, pseudonimo di Ersilia Amorosi (Torino, 1877 – Napoli, 1955), è stata una cantante italiana.

## Biografia
Definita la signora del varietà, o la "Sarah Bernhard del caffè-concerto" da grandi firme del giornalismo, quali Edoardo Scarfoglio, si rivelò una primadonna del varietà dei primi tre decenni del XX secolo, eccentrica sulla scena come nella vita, dato che fu una tra le prime donne a indossare i pantaloni e a viaggiare in aereo.
Pur avendo attraversato un'infanzia difficile, a causa della precoce perdita dei genitori, partecipò sin da piccola allo spettacolo di una compagnia lirica di cantanti giovanissimi, la Compagnia Lillipuzuiana, che recitavano Il barbiere di Siviglia.
All'età di 17 anni si esibì nel ruolo della "piccola Andalusa" alla Birreria dell'Incoronata, teatrino gestito dalla celebre Elvira Donnarumma, prima di venir scritturata al Caffè Scotto Jonno, grazie all'interessamento del poeta Aniello Califano. In quel locale incominciò ad includere nel suo repertorio brani come Oilì, oilà e Catarì.
Dopo un breve soggiorno a Genova, nel 1894, ritornò a Napoli per proseguire la carriera.
Fu solo l'inizio di una felice carriera che la portò a cantare brani della tradizione napoletana nei più importanti teatri italiani e stranieri, ed a essere apprezzata da numerose personalità, quali il compositore Libero Bovio, oltre che a collaborare con importanti artisti, quali Rodolfo De Angelis e Berardo Cantalamessa.
Nel 1907 la Sampieri convolò a nozze con un artista di varietà, ma il suo rapporto con il marito si rivelò difficile, a causa della gelosia del consorte.
La sua carriera si concluse nel 1932, dopo di che la Sampieri si trasferì a Trieste, dove fondò la rivista artistica Il crepuscolo.
Nel 1949 la Sampieri si dedicò alla chiromanzia e poco dopo fu ricoverata in un istituto di beneficenza romano.
Ersilia Sampieri morì a Napoli, nel 1955, all'ospedale Don Bosco.

## Discografia parziale

### 78 giri
- 1904: Ammore 'e femmena/Ammore che gira (Società Fonografica Napoletana, 42504)
- 1905: Voglio Siscà/La Ciociara (Fonotipia, 62171; solo lato A, lato B Berardo Cantalamessa)